# 7511 Patcassen
7511 Patcassen eller 1981 EX24 är en asteroid i huvudbältet som upptäcktes den 2 mars 1981 av den amerikanska astronomen Schelte J. Bus vid Siding Spring-observatoriet. Den är uppkallad efter amerikanen Patrick Cassen.
Asteroiden har en diameter på ungefär 7 kilometer och den tillhör asteroidgruppen Themis.